# Platycoelia mesosternalis
Platycoelia mesosternalis är en skalbaggsart som beskrevs av Ohaus 1904. Platycoelia mesosternalis ingår i släktet Platycoelia och familjen Rutelidae. Inga underarter finns listade i Catalogue of Life.